# Филипченко, Фёдор Васильевич
Фёдор Васильевич Филипченко (28 октября 1915 — 24 апреля 1992) — советский лётчик-ас, полковник ВВС СССР, участник Гражданской войны в Испании, Великой Отечественной войны и советско-японской войны.

## Биография
Родился 28 октября 1915 года на хуторе Весёлая Победа (ныне территория Ростовской области). В 1931 году окончил 7 классов сельской школы, затем, в 1933 году, школу фабрично-заводского ученичества при Ростовском заводе «Сельмаш», а в 1934 году – 8-й класс в вечерней школе, которая находилась при заводе «Сельмаш». С марта 1931 по июль 1935 года работал токарем на этом заводе. 
В Красной армии с 22 августа 1935 года, до ноября 1937 года проходил обучение в 7-й Сталинградской военной школе лётчиков, из которой был выпущен в звании лейтенанта, до марта 1938 года проходил службу в 36-й истребительной авиационной эскадрилье (входила в состав 56-й истребительной авиационной бригады), затем до мая 1938 года служил в 28-м истребительном авиационном полку. 
В 1938 году, с 10 июня по 15 октября под псевдонимом «Федерико» принимал участие в гражданской войне в Испании. За это время на своем самолёте И-16 совершил два боевых вылета, принял участие в двух боях и сбил вражеский истребитель. 23 июля 1938 года во время боя над Валенсией получил лёгкое ранение в левую руку и левую ногу, совершил посадку на своём подбитом самолёте на ближайшем аэродроме. После выздоравливания вернулся в Советский Союз. 31 декабря 1938 года получил звание старшего лейтенанта.
Служил в Киевском военном округе. С октября 1938 по июль 1939 года занимал должность начальника химической службы эскадрильи, которая входила в состав 28-го истребительного авиационного полка, после чего до августа 1940 года был командиром 94-го отдельного звена связи. В сентябре-октябре 1939 года принимал участие в Польском походе Красной армии. В августе 1940 года был назначен заместителем командира и штурманом эскадрильи, которая входила в состав 12-го истребительного авиационного полка. 
В боях Великой Отечественной войны принимал участие с 22 июня 1941 года. Воевал на Юго-Западном, Южном и Сталинградском фронтах. С июня по август 1942 года был командиром эскадрильи в 13-м истребительном авиационном полку.
19 сентября 1942 года был осуждён на пять лет лишения свободы за аварию самолета по его вине, но в виде замены наказания отправлен в штрафную авиационную эскадрилью при 296-м истребительном авиационном полку 268-й истребительной авиационной дивизии). С этого периода и до декабря успел совершить 37 боевых вылетов на самолете Як-1, и лично сбил два вражеских самолёта, чем искупил свою вину. До апреля 1943 года был командиром эскадрильи в 73-м гвардейском истребительном авиационном полку. По состоянию на 6 февраля 1943 года на его счету было 164 боевых вылета, 64 воздушных боя, 5 самолётов сбитых лично и 4 самолёта, сбитых в группе. 25 марта 1943 года получил звание капитана.
С апреля по июль 1943 года служил в Московском военном округе, был командиром эскадрильи 22-го запасного авиационного полка. Затем занимал должность командира звена в 5-м отдельном авиационном полку гражданского воздушного флота (5 оавп ГВФ) 1-й перегоночной авиационной бригады гражданского воздушного флота (КПАД ГВФ), занимался перегоном американских самолётов из Аляски в Якутск. Лично перегнал 223 самолёта. В августе 1945 года принял участие в советско-японской войне.
С декабря 1945 года служил в составе Южной группы войск в Венгрии. 31 октября 1946 года получил звание майора.С декабря 1950 по ноябрь 1951 года был слушателем Липецких Высших офицерских лётно-тактических курсов. Потом служил в авиации ПВО. 23 декабря 1950 года получил звание подполковника, а 18 октября 1958 года – звание полковника. 30 сентября 1960 года вышел в отставку, Проживал в Ростове-на-Дону. Скончался 24 апреля 1992 года.

## Воздушные победы
| № | Дата боя               | Тип самолёта противника | Количество самолетов противника | Лично или в группе | Место           | Личный самолёт |
| - | ---------------------- | ----------------------- | ------------------------------- | ------------------ | --------------- | -------------- |
| 1 | 7 июля 1938            | «Фиат»                  | 1                               | Лично              | близ Валенсии   | И-16           |
| 2 | 22 июня 1942           | Ю-88                    | 2                               | Лично              | близ Станислава | ЛаГГ-3         |
| 3 | 25 июля 1942           | Ю-87                    | 1                               | Лично              | Калач           | ЛаГГ-3         |
| 4 | 25 июля 1942           | ФВ-189                  | 1                               | В паре             | Калач           | ЛаГГ-3         |
| 5 | 26 июля 1942           | Ме-109                  | 1                               | В паре             | Осиповка        | ЛаГГ-3         |
| 6 | 25 сентября 1942       | Ме-109                  | 1                               | Лично              | близ Заплавное  | Як-1           |
| 7 | 1 октября 1942         | Ме-109                  | 1                               | В паре             | Орловка         | Як-1           |
| 8 | 31 октября 1942        | Ме-109                  | 1                               | Лично              | Бариккады       | Як-1           |
| 9 | точная дата неизвестна | До-215                  | 1                               | В паре             |                 | ?              |

Всего сбил 10 вражеских самолетов, из них 6 было сбито лично, а 4 в группе.

## Награды
Имел следующие награды:
- 4 ордена Красного Знамени (23 февраля 1939, 25 марта 1943[5], 9 марта 1956, 30 декабря 1956);
- 2 ордена Отечественной войны 1-й степени (19 сентября 1945 и 11 марта 1985[6]);
- Орден Отечественной войны 2-й степени (10 июня 1945[7]);
- Орден Красной Звезды (17 мая 1951);
- Медаль «За боевые заслуги» (6 ноября 1945);
- Медаль «За оборону Сталинграда» (22 декабря 1942);
- Медаль «За победу над Германией в Великой Отечественной войне 1941—1945 гг.» (9 мая 1945);
- Медаль «За победу над Японией» (1945);
- Юбилейная медаль «30 лет Советской Армии и Флота» (22 февраля 1942).